# Cassagnas
Cassagnas è un comune francese di 123 abitanti situato nel dipartimento della Lozère nella regione dell'Occitania.

## Società

### Evoluzione demografica
Abitanti censiti